# 72 Korpus Obrony Powietrznej (ZSRR)
72 Korpus Obrony Powietrznej – wyższy związek taktyczny wojsk obrony powietrznej Sił Zbrojnych ZSRR i Federacji Rosyjskiej.

## Struktura organizacyjna
W latach 1991–1992
- dowództwo – Ochock
- Brygada Rakietowa Obrony Powietrznej
- 213 pułk rakietowy OP – Jakuck